# Magda Gabor
Magdolna Gabor (Boedapest, 11 juni 1915 – Palm Springs, 6 juni 1997) was een Hongaars-Amerikaans actrice en societyster.
Ze is de oudere zus van Zsa Zsa en Eva. Gabor was zes keer gehuwd, waaronder zes weken met acteur George Sanders, en bleef kinderloos.